# Torriana
Torriana là một đô thị của tỉnh Rimini ở vùng Emilia-Romagna, có vị trí khoảng 100 km về phía đông nam của Bologna và khoảng 15 km về phía tây nam của Rimini. Tại thời điểm ngày 31 tháng 12 năm 2004, đô thị này có dân số là 1.312 người và diện tích là 23,1 km².
Torriana giáp các đô thị: Borghi, Novafeltria, Poggio Berni, San Leo, Sogliano al Rubicone, Verucchio.